# Piotr Lekki

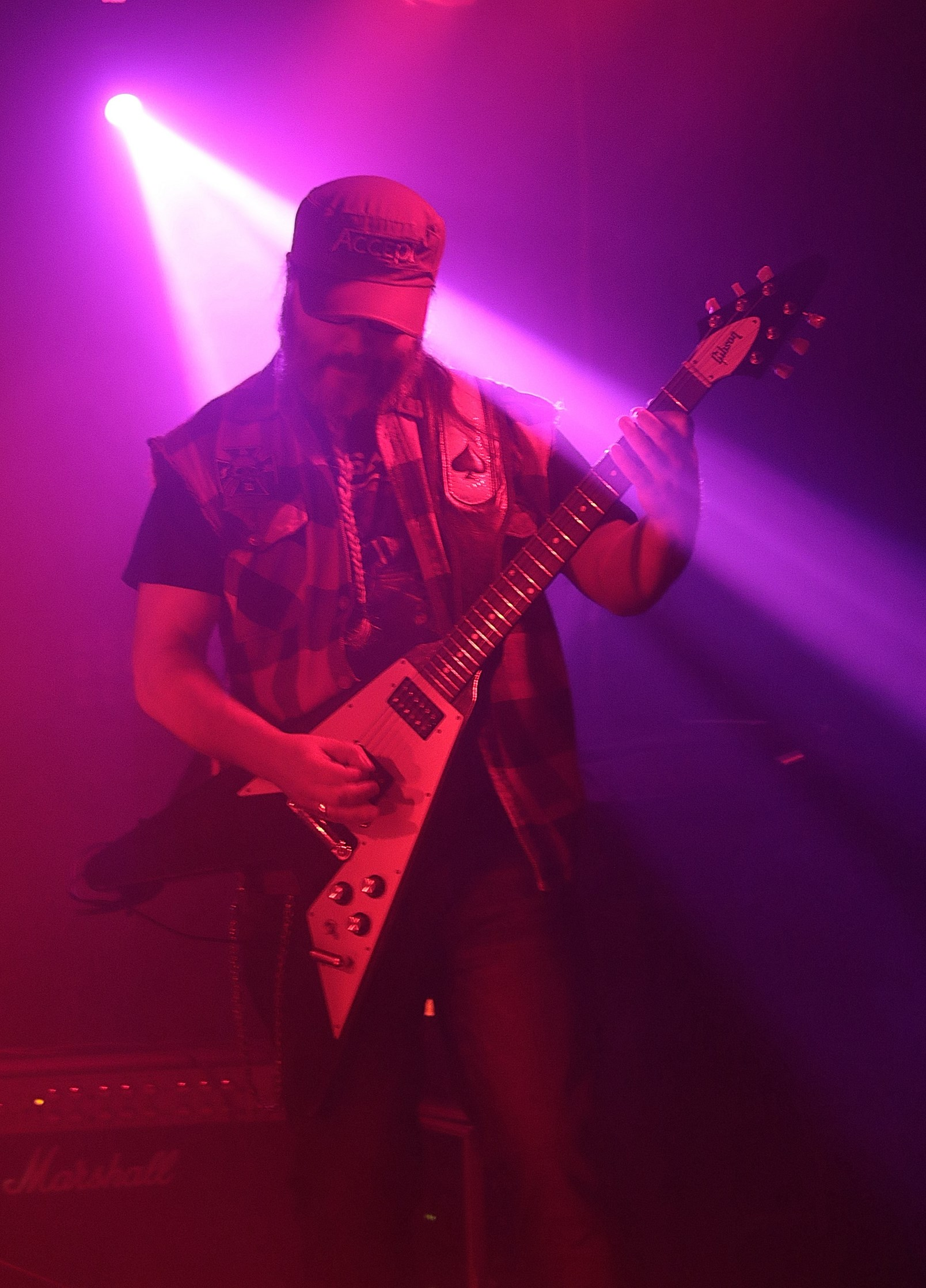
Piotr Lekki jako gitarzysta zespołu TSA Michalski Niekrasz Kapłon (2020)

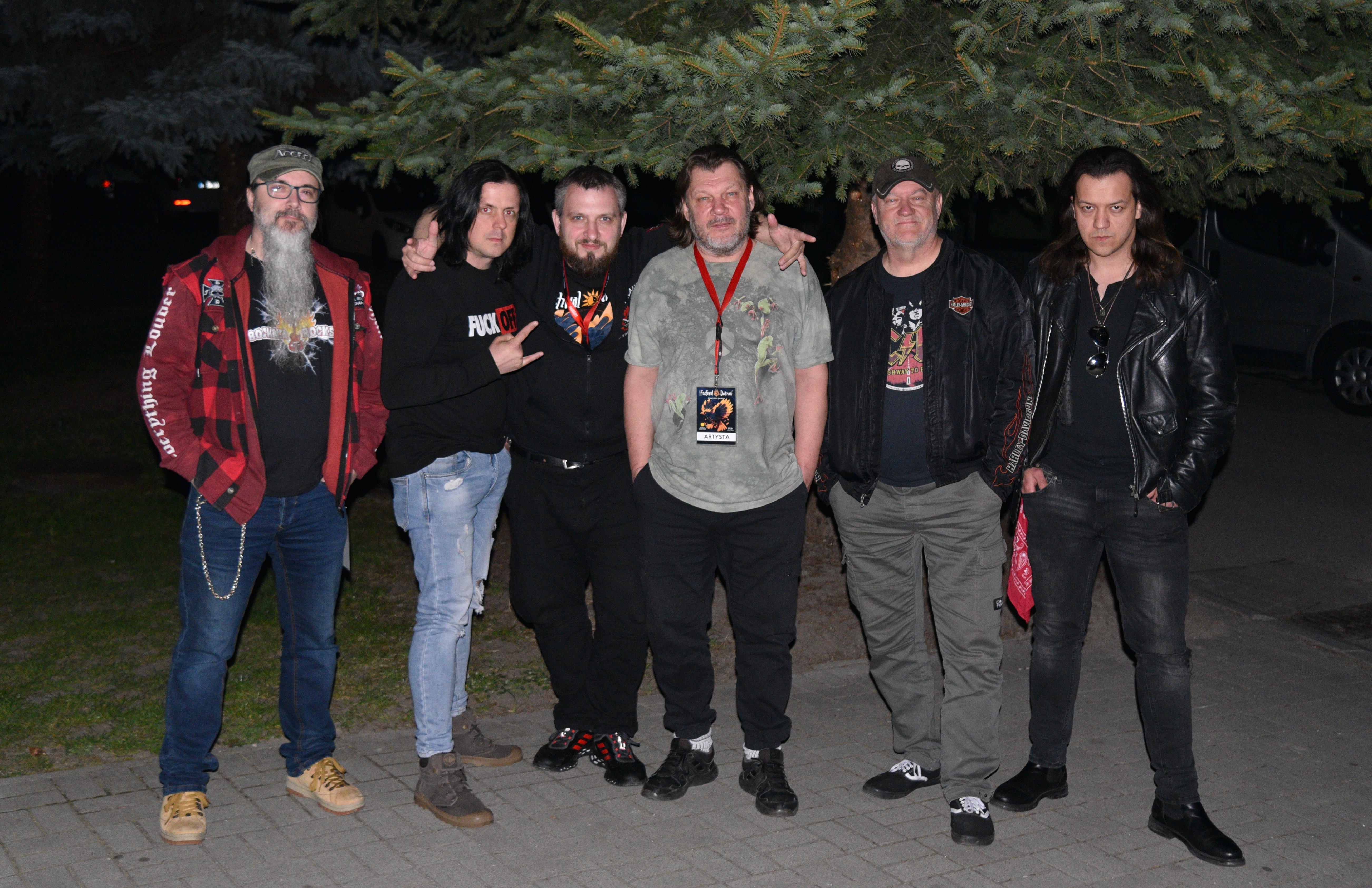
TSA Michalski Niekrasz Kapłon, Busko-Zdrój, 30.04.2023 r.

Piotr Lekki (ur. 12 maja 1973 w Bochni) – polski gitarzysta, kompozytor, realizator nagrań i producent (KWARTstudio, Studio Leonardo27). Członek zespołu TSA Michalski Niekrasz Kapłon. Występował z Paulem Gilbertem, Davidem Ellefsonem (Megadeth), Ronem Bumblefootem Thalem (ex Guns N’ Roses), Johnem Corabim, czy Vinny Appicem  z (Black Sabbath). Gra ze znanym z zespołu Giganci Gitary wokalistą Marcinem Furmańskim w jego składzie solowym. Występuje z mieszkającym w Los Angeles bluesmanem Darylem Strodesem. Powołał do życia blues-rockowy band Evening Standard. Koncertuje z różnymi projektami, kilkukrotnie wystąpił w sławnym klubie Whisky a Go Go w Los Angeles.

## Kariera muzyczna
Na początku lat 90. współtworzył zespół Obcy w którym grali Mirosław Szpilka i Wojciech Feć z Balls Power, Janusz Radek, Piotr Żaczek (Kayah, Polucjanci) .
Wraz z Robertem „Sierściem” Mastalerzem (wokalistą grupy 4 Szmery) od 2008 r. współtworzy projekt akustyczny PiS (Piotrek i Sierściu), z którym występuje również gitarzysta grupy Dżem – Jerzy Styczyński, oraz lider i gitarzysta grupy Turbo – Wojciech Hoffmann
W roku 2011 współpracował z grupą Stirwater, Pawła Mąciwody, (basisty Scorpions), w której grał na gitarze. Był również realizatorem i producentem nagrań grupy (piosenka „Water, water” święciła triumfy na Liście Przebojów Trójki).
W 2011 r. zrealizował i był współproducentem nominowanej do Fryderyków płyty zespołu Agressiva 69 „Republika 69”.
Od 2014 roku wraz z Michałem Kubickim jest organizatorem koncertów pod szyldem Bochnia Rocks, w którym to cyklu wystąpili już m.in.  Simon Phillips, Andy Timmons, Michael Angelo Batio, Richie Kotzen, Carmine Appice, Stu Hamm, Jennifer Batten, Virgil Donati, Alex Skolnick, Vinnie Moore, Doogie White, Paul Gilbert i wielu innych.
W 2018 roku wraz z zespołem 1One jako główny support otwierał koncert Deep Purple w krakowskiej Arenie.
Od 2019 jest członkiem grupy TSA Michalski Niekrasz Kapłon.
Od 2020 roku rozpoczął współpracę z Teatrem Tworzenia J.Pijarowskiego.

## Wybrane realizacje
- „Żyć tu w hołdzie tradycji” 2003 Realizacja, miks i mastering
- Stillborn „Manifiesto de Blasfemia” 2007 Realizacja, miks
- BartBass „bass'n'drums” 2007 Realizacja nagrań & mastering
- NoBoTak „Kocur w Worku” 2009 Realizacja, miks & mastering
- Stillborn „Los Asesinos del Sur” 2011 Realizacja & miks
- Agressiva 69 „Republika 69” 2011 Produkcja, realizacja & miks
- BartBass „Progressive Life” 2011 Produkcja, realizacja & miks
- Peerzet „Z miłości do gry” 2012 Realizacja wokali
- Maciej Dłużniewski „Ambiwalencja” 2012 Realizacja, miks & mastering
- NoBoTak „Nibytak” 2013 Realizacja wokali
- Peerzet /Tmkbeatz „Doktor Majk” 2014 Realizacja wokali
- Chee-Psy „Epizod IV” Produkcja, realizacja, miks & mastering
- Orkiestra Baczków „1płyta, 10utworów, 100lecie Niepodległości” 2018 Realizacja nagrań
- Rumore „Czas/o/przestrzeń” 2018 Produkcja, realizacja, miks & mastering
- Rattlesnake „Rattlesnake!” 2019 Produkcja, realizacja, miks & mastering
- PiS (Piotrek i Sierściu) 2021 Produkcja, miks & mastering
- Schismatic - "The Flame of the Past" 2022 Produkcja, realizacja, miks & mastering
- szepta - "tysiące szuflad" 2022 Współautor piosenek, produkcja, realizacja, miks & mastering

## Nagrody i wyróżnienia
W 2017 r. w plebiscycie organizowanym przez Gazetę Krakowską został wybrany osobowością roku powiatu bocheńskiego w kategorii kultura.